# Двуреч'є (Новосибірська область)
Двуреч'є (рос. Двуречье) — селище у Новосибірському районі Новосибірської області Російської Федерації.
Входить до складу муніципального утворення Баришевська сільрада. Населення становить 2957 особа (2010).

## Історія
Згідно із законом від 2 червня 2004 року органом місцевого самоврядування є Баришевська сільрада.

## Населення
| 2002 | 2007  | 2010  |
| ---- | ----- | ----- |
| 2701 | ↗2877 | ↗2957 |